# Abdoulaye Kanou
Abdoulaye Kanou (* 7. Oktober 2000 in Bamako) ist ein malischer Fußballspieler.

## Karriere

### Verein
Nachdem Kanou in seiner Jugend beim FC Diarra gespielt hatte, ging er in deren erste Mannschaft über und wechselte im November 2021 in den Senegal zum Teungueth FC. Im darauffolgenden Sommer ging es für ihn wieder zurück in sein Heimatland zum Djoliba AC. Seit August 2023 steht er in Algerien bei USM Algier unter Vertrag. Für diese hatte er sein Liga-Debüt Ende September des Jahres. Zuvor gewann er mit seinem Team den CAF Super Cup.